# Valpaços e Sanfins
Valpaços e Sanfins ist eine portugiesische Gemeinde (Freguesia) im Kreis (Concelho) Valpaços im Norden Portugals.

## Geschichte
Die Gemeinde entstand im Zuge der Gebietsreform vom 29. September 2013 durch die Zusammenlegung der ehemaligen Gemeinden Valpaços und Sanfins.
Valpaços wurde Sitz der neuen Verwaltung.

## Demographie
| Freguesia | Freguesia          | Freguesia | Freguesia       | ehemalige Freguesias | ehemalige Freguesias | ehemalige Freguesias | ehemalige Freguesias |
| --------- | ------------------ | --------- | --------------- | -------------------- | -------------------- | -------------------- | -------------------- |
| Wappen    | Freguesia          | Einwohner | Fläche in (km²) | Wappen               | Freguesia            | Einwohner            | Fläche in (km²)      |
|           | Valpaços e Sanfins | 4660      | 39,15           |                      | Valpaços             | 4544                 | 33,67                |
|           | Valpaços e Sanfins | 4660      | 39,15           | Sanfins              | 213                  | 5,49                 |                      |